# Savarts tandhjul
Savarts tandhjul er et apparat, der blev konstrueret af den franske fysiker Félix Savart.
Savarts tandhjul er et tandhjul, der kan sættes i jævn omdrejning, medens et kortblad eller lignende holdes mod hjulets tænder. Bladet gør en svingning for hver tand, der træffer det, og ved passende omdrejningshastigheder hører man derfor en tone; et tælleværk tillader aflæsning af hjulets omløbstal i en vis tid, og man får herved midler til at bestemme det antal svingninger per sekund, der svarer til den tonehøjde, bladet giver. Savarts tandhjul bruges nu kun som demonstrationsforsøg ved undervisning i lydlære.